# 中华基督教女青年会大楼
31°14′37″N 121°29′01″E / 31.24367°N 121.48373°E
中华基督教女青年会大楼（英語：Headquarter Buildings of Y.W.C.A）是位于上海市圆明园路133号的一幢8层历史建筑，处于圆明园路西侧。1994年，该建筑被列为第二批上海市优秀历史建筑。

## 历史
1890年，基督教女青年会传入中国；1899年，第一届女青会全国委员会在上海成立。中华民国建立后，女青会在中国迅速发展。1919年，美国基督教女青会全国董事会购得位于圆明园路西侧的一处地产，该地块上有三幢建于19世纪60年代的连排式建筑，统称巴福尔楼。此后，巴福尔楼成为女青会的活动场所，还时常举办公共活动。
1927年，美国女青会将该地产转让给1923年成立的中华基督教女青年会全国协会，为新建办公大楼作准备。大楼由李锦沛设计，耗资逾40万两白银，其中25万两来自女青会的纪念基金，10万两来自银行贷款。1929年10月，女青会全国协会组建了建设委员会，以监管大楼的建造。1930年4月，开始进行巴福尔楼的拆除和场地平整工作。1930年9月，女青会全国协会向上海公共租界工部局申请建筑许可，并于当月获准建设。大楼开工时未举行特别的开工仪式，但在年会期间女青会全国委员会的会员进入建筑工地观摩了桩基的施工，并拍摄影片记录了这次参观。1931年5月22日举行了奠基仪式，在该仪式中，一块奠基石被安放在建筑上。奠基石的材质为大理石，上方刻有日期，女青年会全国委员会这一名称，和女青会的会训“爾識真理，真理釋爾”（英語：ye shall know the truth, and the truth shall make you free）。1932年2月底，建筑基本落成，女青会全国委员会随即迁入该楼办公；6月下旬工程全面竣工。当年10月7日，女青会全国协会举办了新建筑的开幕典礼，包括时任上海市长吴铁城在内，共二百余名宾客参加了该典礼。
女青会的活动场所集中在建筑顶部两层及底层部分区域，剩余空间用于出租，以减轻自身的经济负担。英商康盈洋行、中国征信所、国民印刷所等单位都曾在此办公。1936年，国际艺术剧院在大楼四层举办了中国现代名画展览会。3月9日，卓别林与梅兰芳、胡蝶等人一同参观了这一展览。女青会全国协会本身则很少在大楼内举办社会活动，大部分此类活动都在上海女青会举办。
1957年，大楼由房管部门接管。之后，大楼陆续被女青年会和其他一些单位使用，例如上海市政工程设计研究院。20世纪70年代，大楼顶层被搭建一层。1994年，大楼被列为第二批上海市优秀历史建筑，保护等级为Ⅲ类；2004年又列入黄浦区不可移动文物。21世纪初，大楼作为洛克·外滩源项目的一部分得到了改建，改建工程于2008年开工。2011年底，改建后的大楼内举办了上海“零挥霍艺术季”活动。

## 建筑
女青年会大楼位于圆明园路西侧，占地面积0.09公顷，建筑面积0.6万平方米，高八层，局部为九层。建筑坐西朝东，平面为U字型，开口朝南。大楼采用钢筋混凝土框架结构，基础为柱下独立承台桩基础。
女青年会大楼是一幢装饰艺术风格的建筑，其细部装饰又带有中国传统建筑的特征。建筑立面材质为褐色清水砖和花岗岩。东立面为建筑的主立面，结构对称，自第六层起逐层退台；建筑南立面亦近乎对称，同样采用了退台设计。建筑的基座为莲瓣须弥座，其中东南角的须弥座处放置了奠基石。建筑入口位于主立面底层正中，其上方设有一片与门扇同宽的琉璃瓦出檐，檐下过梁处刻有“中华基督教女青年会全国协会”字样；门扇则为仿宫殿的三交六椀菱花式样。立面上开设长方形钢窗，窗扇采用方格窗。这些钢窗构成竖向窗带，窗带旁设有纵贯立面的浅色壁柱。窗带和壁柱形成了建筑的竖向线条，两者在色彩上又存在强烈的反差。壁柱顶端，部分窗间墙和檐部设浮雕的回字形装饰；入口上方的窗带顶端则是一个被云纹、海浪环绕八角形图案，八角形内部雕刻了女青会的三角形标志。该标志上方是旗杆固定的位置。
大楼每层皆设置一条贯通平面的走廊，办公场所布置在走廊的两侧。电梯间和主楼梯间设置在U字型的两个转角处。U字形的底部，即建筑最北端的部分还对称地布置了两处疏散楼梯间；因该处采光最差，所有卫生间均设置于此。大楼底层门厅和电梯间的天花板带有中国传统装饰的图案。底层南侧原有一处报告厅，其内饰有梁枋彩绘；在后续使用中，报告厅被改为食堂，装饰图案亦被粉刷覆盖。建筑七层原为女青会全国协会的办公场所。建成之初，该层东北角电梯厅北侧设有问讯处，南侧设有休息室；西北角有一处仿中式庙宇的礼拜厅——顾慈恩纪念堂，以及与纪念堂风格类似的阅览室；东南角则设有协会的会议室。在随后的使用中，该层空间格局基本维持，但房间内部改动较大。建筑八层搭建严重，其中翼原有一处仿巴福尔楼中设置的女主人之家而建的房屋。该层设有走廊和阳台，均采用铸铁落地玻璃门。建筑内设有消防、供水、供暖等公共设施。
在部分历史建筑研究中，女青年会大楼被用作中国建筑师对装饰艺术风格和民族风格探索的一个例证。“新中国建筑”（英語：Neo-Chinese Architecture）一词最早就是在评论该建筑的文章中提出的。另一些研究则认为，该建筑仅为简单装饰中国符号的西式建筑，其设计并未独树一帜。